# Poecilocampa populi
Poecilocampa populi é uma mariposa da família Lasiocampidae. A espécie é largamente distribuída, comum na Europa Central e não está ameaçada de extinção. A mariposa voa ao final do outono, o que é pouco usual para lepidópteros.

## Características
Estas mariposas alançam uma envergadura de asa de 30 a 45 mm; a largura das asas menores chega de 12 a 18 mm. As asas menores variam do cinza escuro ao azul escuro, e apresentam um leve tom violeta.  As asas dianteiras apresentam duas linhas diagonais um pouco serrilhadas, entre esbranquiçadas e palidamente amarelas, que se estendem da borda das asas dianteiras até uma pequena mancha. A linha interna é frequentemente difícil de discernir. A principal cor da asa traseira é um pouco mais pálida que a cor da asa dianteira, e também sobre elas há uma linha de cor clara. O tórax é profusamente peludo, com cores variando entre cinza claro e escuro. O colar no pescoço  é marcantemente tingido de uma cor amarelada.
As fêmeas são ligeiramente maiores que os machos e são facilmente reconhecíveis pelas antenas filiformes. As lagartas possuem cerca de 50 mm de comprimento e são levemente achatadas. Elas podem ser de duas cores.
As lagartas de coloração mais clara são pintadas de um cinza amarronzado claro; possuem vários pontos escuros e muito pequenos, e a esquerda e direita das costas, em cada segmento, um ponto claro. A forma mais escura é pintada de um marrom mais escuro e tem  manchas nas costas em forma de losangos, próximos dos quais  pares de pontos claros são vistos. A coloração do corpo varia de acordo cor da casca das árvores onde vivem. As lagartas possuem, em especial nas laterais, pelos claros e mais ou menos longos.

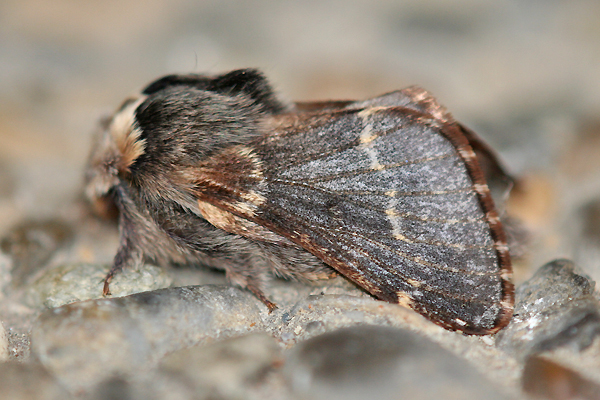
Macho da espécie
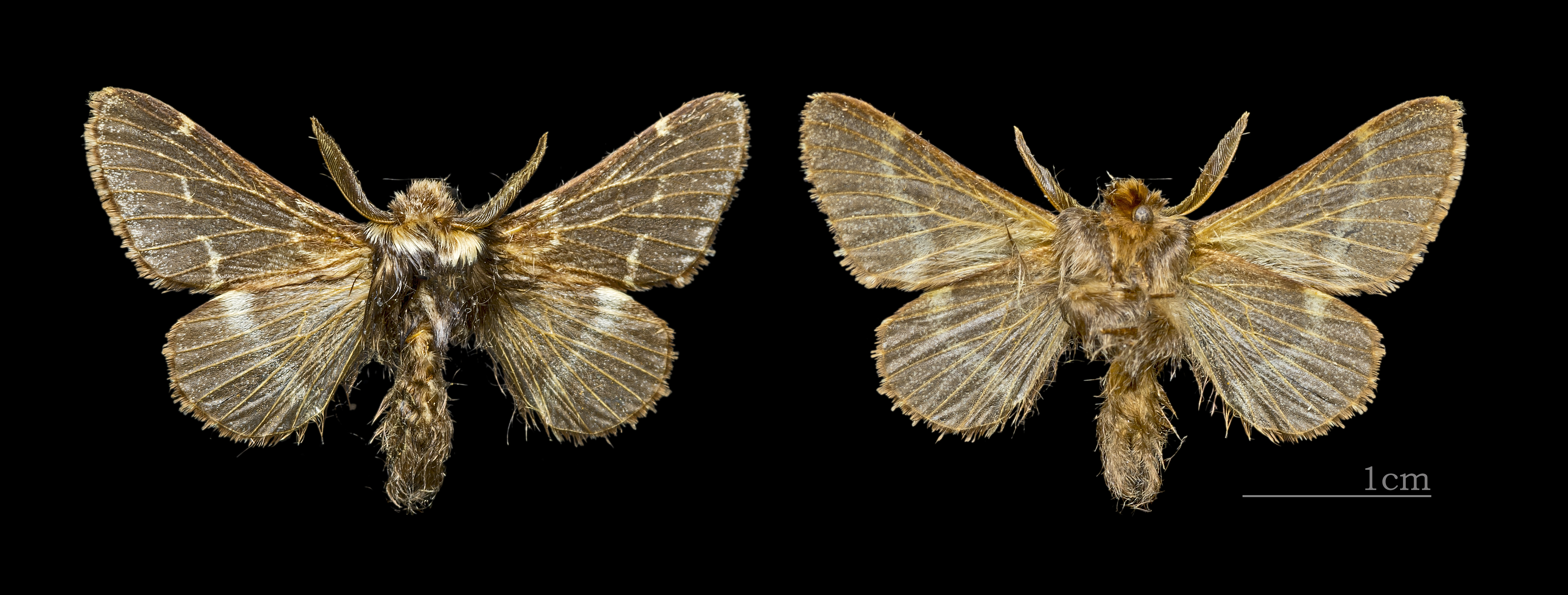
Macho da espécie  MHNT
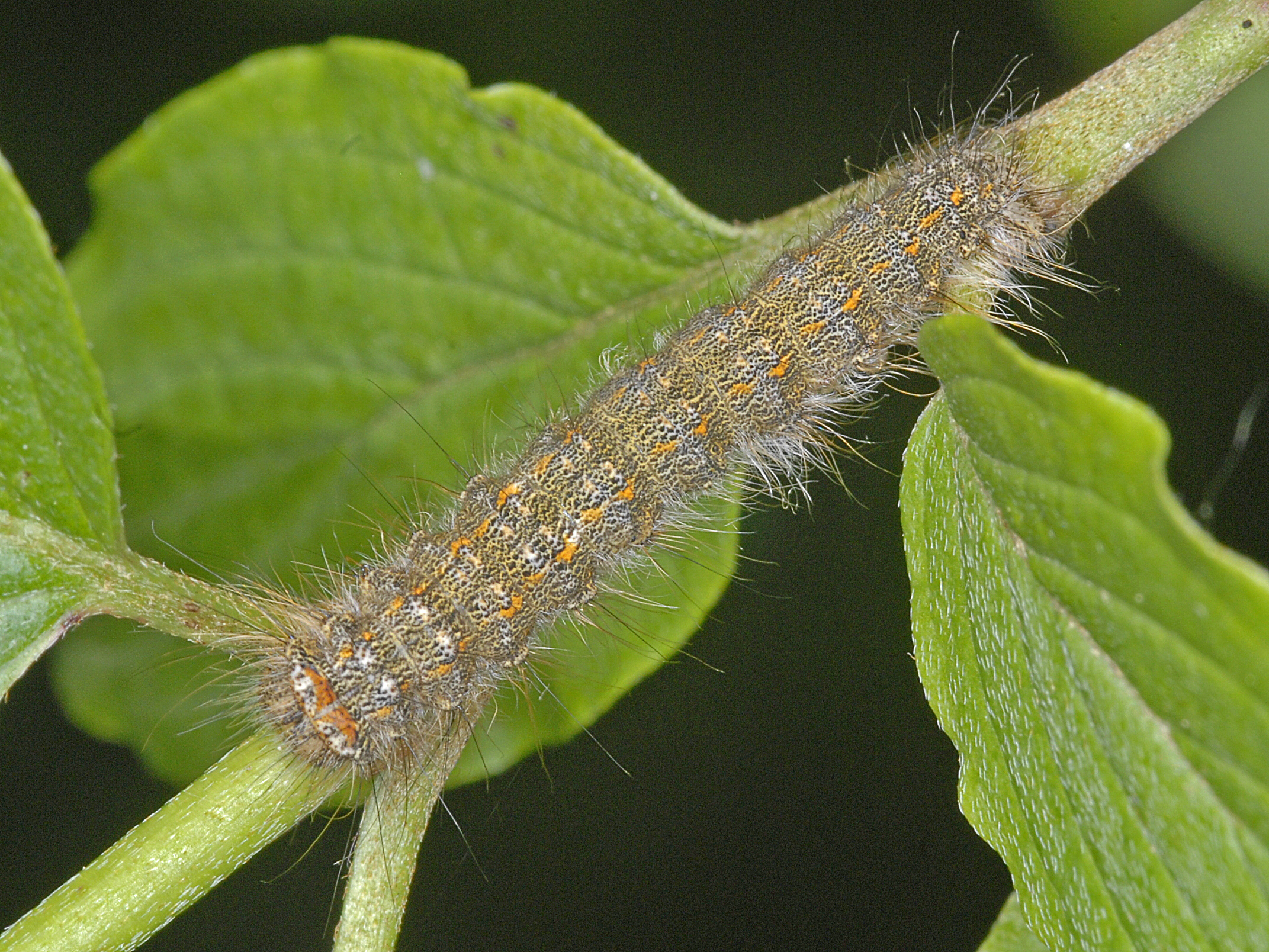
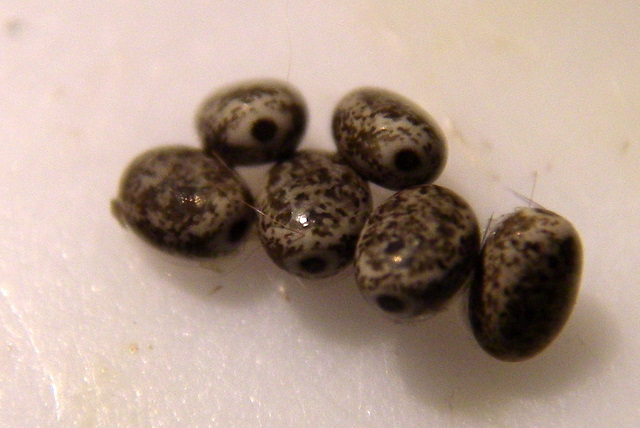

## Ocorrência
A mariposa ocorre na Europa desde o norte da Península Ibérica, passando pela Europa Ocidental, Europa Central e Norte da Europa, até o leste asiático temperado, antes da Ásia Ocidental. Não ocorrem na região do Mediterrâneo nem na Escandinávia. Encontradas desde as planícies até as mais altas regiões motanlhosas em uma multidão de hábitats diferentes, preferem porém os bosques claros e pantanosos, onde elas ocorrem especialmente nos termos e caminhos que cortam as florestas, assim como declives secos com matagais e  matas ciliares, cercadas de arbustos. Ocorrem também em parques, avenidas e jardins.

## Hábitos
Como todos os lasiocampídeos, os imagos não possuem probóscides e morrem logo após o acasalamento e a desova. As mariposas noturnas são excepcionalmente robustas e podem voar em temperaturas abaixo do ponto de congelamento e mesmo sob leve queda de neve. Elas se aproximam muito de luzes artificiais e podem ser atraídas de tempos em tempos em grande quantidade.

### Ciclo de vida
Os espécimes de Poecilocampa populi voam excepcionalmente tarde no ano, geralmente nas primeiras e mais intensas reduções de temperatura do ar abaixo  de 0 °C durante a noite, que, porém, não são pré-requisito para a mariposa começar a voar. As primeiras voam no começo de outubro; a maior parte, em novembro. De acordo com o clima, as mariposas irão aparecer, em sua maior parte, entre o final de novembro e início de dezembro, sendo exceções as aparições em janeiro. As lagartas são encontradas de abril a junho, sendo o máximo de suas aparições em maio. As pupas aparecem especialmente no fim de maio e começo de junho. As mariposas de fato rapidamente estão totalmente desenvolvidas, mas começam a sair do ovo tarde no ano.

### Alimentação da lagarta
As lagartas se alimentam de diferentes árvores e arbustos caducifólios, sem preferência por alguma espéce específica. Entre seus alimentos constam choupos (como o Populus tremula), salgueiros (como o Salix caprea), a avelã, a bétula Betula pendula, o amieiro, a faia-europeia, o carvalho-roble, as ameixeiras Primus domestica e Prunus spinosa, a tília Tilia platyphyllos, o bordo Acer platanoides, a macieira e o freixo.

## Desenvolvimento
As fêmeas depositam seus ovos, marrom-acinzentados e com pontos claros, sozinhos ou em pequenos grupos nos galhos de plantas forrageiras. Os ovos atravessam o inverno e as lagartas nascem no começo do ano. Durante o dia, as lagartas ficam perfeitamente camufladas em rachaduras no súberes de troncos ou galhos de plantas, e à noite sobem para os alimentos no alto. Fecham-se em pupas no chão, em casulos muito duros, marrons escuros ou da cor do solo. As crisálidas em si são de um marrom avermelhado escuro.